# Western (ligne brune du métro de Chicago)
Pour les articles homonymes, voir Western (homonymie).
Ne doit pas être confondu avec Western (ligne bleue sud du métro de Chicago), Western (ligne bleue nord du métro de Chicago), Western (ligne rose du métro de Chicago) ou Western (ligne orange du métro de Chicago).
Western est une station aérienne de la ligne brune du métro de Chicago située au nord ouest de la ville à proximité de la Chicago Public Library. La station se trouve dans le quartier de Lincoln Square sur la Ravenswood Branch. 
Elle est située à 400 mètres de Rockwell à l’ouest et à 800 mètres de Damen à l'est.

## Histoire

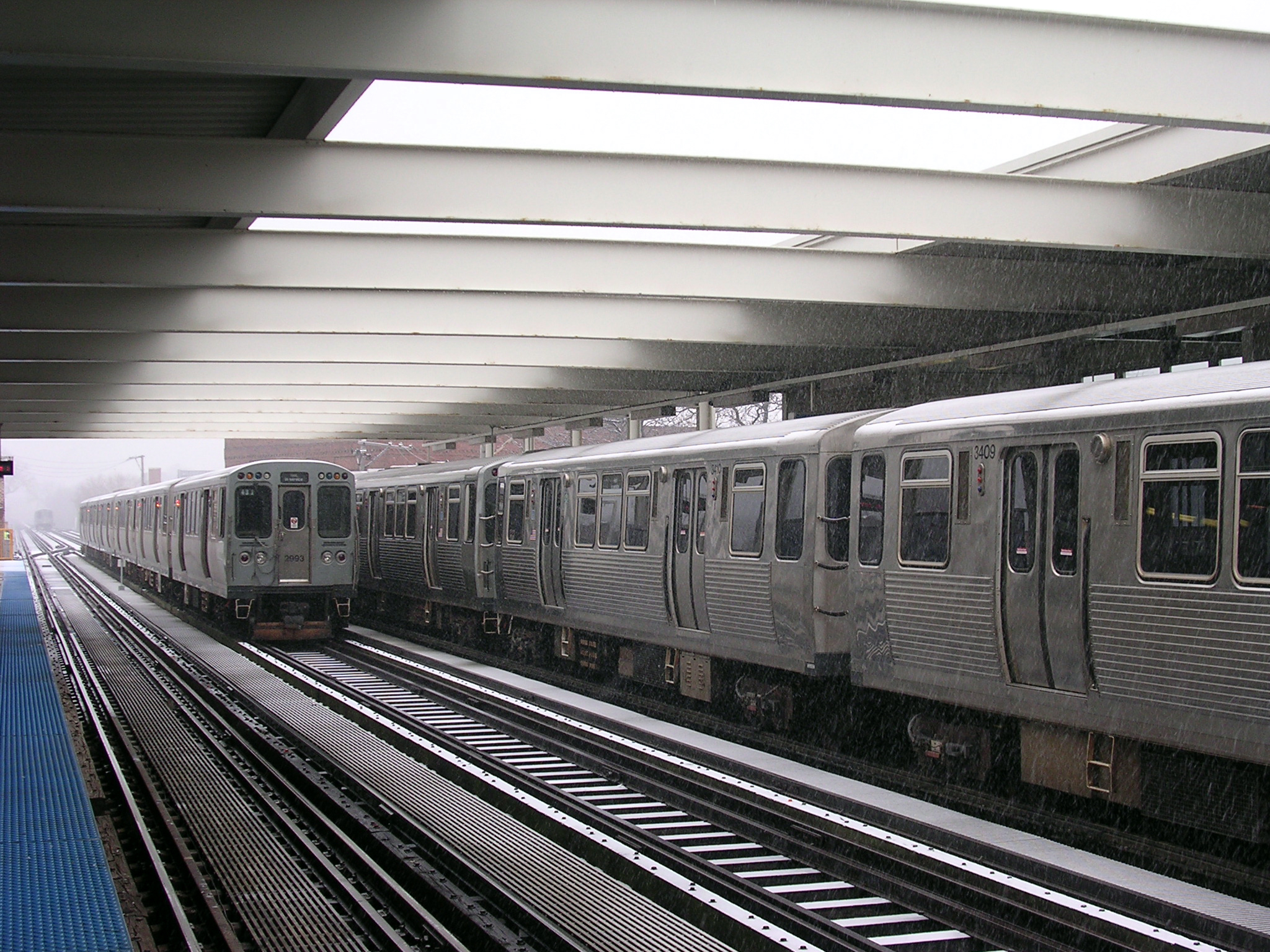
La station Western.

Inaugurée le 18 mai 1907 sur la Ravenswood Line par la Northwestern Elevated, il ne reste aujourd’hui plus aucune trace de la station originale.
À la fin des années 1920, le Chicago Rapid Transit (CRT) fit reconstruire Western afin de l’agrandir. La nouvelle structure extérieur était en terre cuite blanche et en briques de style Beaux-arts, avec comme entrée principale de grandes  devantures de magasins sur Western Avenue. Conçue par la société de l'architecte Arthur U. Gerber, la station était similaire aux stations de Logan Square ou de Halsted à la même époque. Une de ces caractéristiques typique de Gerber était les paires de colonnes doriques grecques de style renaissance et les mots "Rapid Transit" au-dessus de la porte d’entrée principale (toujours visible à la station Western de la ligne bleue sur le tronçon vers O'Hare). 
En 1949, un nouveau dépôt de bus y fut construit afin de faciliter le transfert des passagers. 
En 1979, la Chicago Transit Authority (CTA) décide de reconstruire une nouvelle fois Western sous la forme qu’on lui connaît aujourd’hui. Elle est à nouveau agrandie en suivant le modèle des stations de la Dan Ryan Branch et on lui ajoute une troisième voie centrale afin de servir de voie de garage aux rames de la ligne brune en dehors des heures de pointe. 
Le nouveau complexe accessible aux personnes handicapées fut inauguré en 1981. 
Vu la récence de la station, peu de travaux furent réalisés lors du Brown Line Capacity Expansion Project, seuls ses quais furent allongés afin de pouvoir accueillir des rames de 8 wagons mais ces travaux n’entrainèrent aucune fermeture de Western pour les passagers. 
1 177 624 passagers y ont transité en 2008.

## Les correspondances avec lebus
Avec les bus de la Chicago Transit Authority :
- #11 Lincoln/Sedgwick
- #49 Western (Owl Service - Service de nuit)
- #X49 Western Express
- #49B North Western
- #81 Lawrence (Owl Service - Service de nuit)

## Un morceau duMur de Berlin
Un morceau du Mur de Berlin est exposé dans la station. Il s’agit d’un don de la ville de Berlin à la ville de Chicago et il fut décidé de l’installer à Western car le voisinage de Lincoln Square a toujours été très prisé par la communauté allemande de Chicago,.

## Dessertes
| Nord/Ouest            |  |             |  | Sud/Est                           |
| --------------------- |  | ----------- |  | --------------------------------- |
| Rockwell vers Kimball |  | ligne brune |  | Damen vers Kimball via Clark/Lake |
| modifier sur Wikidata |  |             |  |                                   |